# Tilisunasee
Tilisunasee är en sjö i Österrike. Den ligger i förbundslandet Vorarlberg, i den västra delen av landet. Tilisunasee ligger 2 109 meter över havet.
I omgivningarna runt Tilisunasee förekommer i huvudsak grästäckta ytor och alpin tundra.